# بیکسبی
بیکسبی، (به انگلیسی: Bixby) یک دستیار مجازی توسعه‌یافته توسط سامسونگ الکترونیکس است. به کاربر اجازه می‌دهد تا با استفاده از صدای خود و صحبت‌هایش، هر کاری را انجام دهد. این سرویس نخستین بار در تلفن همراه گلکسی اس۸ ایجاد شد و در تمامی موبایل‌های بعدی خود نیز این سرویس قرار گرفت. در ماه مه ۲۰۱۷، سامسونگ اعلام کرد که برخی از یخچال‌های هوشمند این شرکت نیز به این دستیار، مجهز خواهند شد.

## امکانات
بیکسبی در گوشی‌های پرچم‌دار سامسونگ دارای دکمه سخت‌افزاری است.
برای مثال به بیکسبی می‌توان گفت:
دوربین را باز کن، بعد از ۵ ثانیه عکس بگیر و آن عکس را به آخرین پوشه اضافه کن. و بیکسبی بدون لمس صفحه گوشی، این کارها انجام می‌دهد. نسخهٔ نخستین بیکسبی، با زبان کره‌ای، انگلیسی و چینی کار می‌کرد.

## دستگاه‌های سازگار

### تبلت‌ها و گوشی‌های پرچم‌دار

#### گلکسی اس
- سامسونگ گلکسی اس۷ (شامل S7+ و S7 Edge)
- سامسونگ گلکسی اس۸ (شامل S8+ و S8 Active)
- سامسونگ گلکسی اس۹ (شامل S9+)
- سامسونگ گلکسی اس۱۰ (شامل S10+, S10e, S10 5G و S10 Lite)
- سامسونگ گلکسی اس۲۰ (شامل S20+, S20 Ultra, و S20 FE)
- سامسونگ گلکسی اس۲۱ (شامل S21+ and S21 Ultra)

#### گلکسی تب اس
- Samsung Galaxy Tab S4
- Samsung Galaxy Tab S5e
- سامسونگ گلکسی تب اس۶ (شامل Tab S6 Lite)
- سامسونگ گلکسی تب اس۷ (شامل Tab S7+)

#### گلکسی نوت
- Samsung Galaxy Note FE (Bixby Home, Reminder و Vision only [تنها در اندروید اوریو]; S Voice used instead)
- سامسونگ گلکسی نوت ۸
- سامسونگ گلکسی نوت ۹
- سامسونگ گلکسی نوت ۱۰ (شامل Note 10+, Note 10 5G, Note 10+ 5G و Note 10 Lite)
- سامسونگ گلکسی نوت ۲۰ (شامل Note 20 Ultra, Note 20 5G و Note 20 Ultra 5G)

#### گلکسی فولد/زد
- سامسونگ گلکسی فولد
- سامسونگ گلکسی زد فلیپ
- سامسونگ گلکسی زد فولد ۲

### گوشی‌ها و تبلت‌های میان‌رده

#### Galaxy A
- Samsung Galaxy A7 (2017) (available to users in South Korea only; Bixby Home and Reminder only)[۶]
- Samsung Galaxy A6/A6+ (Bixby Home, Reminder و Vision)
- Samsung Galaxy A7 (2018) (Bixby Home, Reminder و Vision only)
- Samsung Galaxy A8 (2018) (including A8 Star; Bixby Home, Reminder and Vision only; S Voice used instead)
- Samsung Galaxy A9 (2018)
- Samsung Galaxy A20 (Bixby Home and Service)
- Samsung Galaxy A30s (Bixby Home, Vision, Reminder and Routines)
- Samsung Galaxy A40 (Bixby Home and Reminder)
- Samsung Galaxy A41 (Bixby Home, Vision, Routines and Reminder)
- سامسونگ گلکسی آ۵۰ (Bixby Home, Voice, Vision, Reminder و Routines)
- سامسونگ گلکسی آ۵۰اس (Bixby Home, Voice, Vision, Reminder و Routines)
- سامسونگ گلکسی آ۷۰ (Bixby Home, Voice, Vision و Reminder)
- سامسونگ گلکسی آ۷۰اِس (Bixby Home, Voice, Vision و Reminder)
- سامسونگ گلکسی آ۸۰ (Bixby Home, Voice, Vision, Reminder و Routines)
- سامسونگ گلکسی آ۵۱
- سامسونگ گلکسی آ۷۱
- سامسونگ گلکسی آ۵۲
- سامسونگ گلکسی آ۷۲
- سامسونگ گلکسی آ۲۱ اس
- سامسونگ گلکسی اف۶۲
- سامسونگ گلکسی آ۵۲اِس

#### گلکسی تب آ
- Samsung Galaxy Tab A 10.1 (2016) (Bixby Home)
- Samsung Galaxy Tab A 8.0 (2017) (Bixby Home and Reminder only)[۷]
- Samsung Galaxy Tab A 10.5 (2018) (Bixby Home, Reminder and Vision)

#### گلکسی جی
- Samsung Galaxy J4 (2018) (Bixby Home)
- Samsung Galaxy J7+ (2017)
- Samsung Galaxy J6 (2018)
- Samsung Galaxy J6+ (2018)

#### گلکسی سی
- سامسونگ گلکسی سی۸ (Bixby Home, Reminder و Bixby Vision only)

### اسپیکرهای هوشمند
- گلکسی هوم[۸]
- گلکسی هوم مینی